# Ентоні Абелл
Сер Ентоні Фостер Абелл KCMG (англ. Sir Anthony Foster Abell; 11 грудня 1906, Бріджнорт — 8 жовтня 1994, Вінчестер) — британський колоніальний чиновник, губернатор Сараваку та Верховний комісар Брунею.

## Біографія

### Раннє життя
Ентоні Абелл народився 11 грудня 1906 року в Бріджнорті, графстві Шропшир, у сім'ї Джорджа, банківського менеджера, та Джессі Абелл.

### Освіта
Абелл навчався в школі Рептона та Магдалинському коледжі в Оксфорді, хоча науковий ступінь не здобув.

### Кар'єра
У 1929 році приєднався до тодішньої колоніальної адміністративної служби й був направлений до Нігерії. У 1942 році він брав участь в операції «Postmaster», успішному рейді на німецькі та італійські кораблі в порту Санта-Ізабелла на Фернандо-По, тодішній іспанській колонії. У 1949 році був призначений резидентом штату Ойо на заході Нігерії, але наступного року йому запропонували посаду губернатора Сараваку, де він одночасно був Верховним комісаром Брунею. У відставку Ентоні Абелл пішов у 1959 році.

### Смерть
Сер Ентоні Фостер Абелл помер 8 жовтня 1994 року в районі Вінчестер Гемпшира у віці 87 років.

## Нагороди
- Орден Святого Михайла і Святого Георгія (1950)[8];
- Посвята в лицарі (1952)[9];
- Сімейний орден Брунею першого ступеня «За заслуги» від Омара Алі Сайфуддіна III, султана Брунею (1954)[10].